# Expo 2000 (песня)
| Оценки критиков | Оценки критиков |
| Источник        | Оценка          |
| --------------- | --------------- |
| AllMusic        | Без оценки      |

Expo 2000 — песня германской группы Kraftwerk. Изначально это был только джингл (а-капелла) для всемирной выставки «Expo 2000» в Ганновере, потом он стал полноценной самостоятельной композицией.
Сингл «Expo 2000» был выпущен на CD и 12-дюймовом виниле в декабре 1999 года лейблом EMI в Германии, а в январе 2000 и в других странах Европы. В марте 2000 года достиг 27 места в британском хит-параде синглов. В ноябре 2000 года был выпущен сборник ремиксов на «Expo 2000». Оба сингла были выпущены в США вместе на одном CD лейблом Astralwerks в октябре 2001 года.

## Джингл «Expo 2000»
На оригинальном джингле был типичный для Kraftwerk искажённый вокодером голос, поющий фразу Expo 2000 (экспо цвайтаузенд) на шести языках: немецком, английском, французском, русском, испанском, японском. Общая продолжительность звучания была около 30 секунд. Эта версия была доступна для скачивания в интернете и издана только на сувенирном CD «Expo 2000». За производство этого джингла группа получила 400.000 немецких марок (около €200.000) — по мнению некоторых критиков, довольно много за полминуты искажённого вокодером голоса.

## Список композиций «Expo 2000»
1. Expo 2000 (Radio Mix)
2. Expo 2000 (Kling Klang Mix 2000)
3. Expo 2000 (Kling Klang Mix 2002)
4. Expo 2000 (Kling Klang Mix 2001)

## Список композиций «Expo Remix»
1. Expo 2000 — Orbital Mix
2. Expo 2000 — François Kevorkian & Rob Rives Mix
3. Expo 2000 — DJ Rolando Mix
4. Expo 2000 — Underground Resistance Mix
5. Expo 2000 — Underground Resistance Infiltrated Mix
6. Expo 2000 — Underground Resistance Thought 3 Mix